# Pępawa wielkokwiatowa
Pępawa wielkokwiatowa (Crepis conyzifolia (Gouan) A. Kern.) – gatunek rośliny należący do rodziny astrowatych. 

## Rozmieszczenie geograficzne
Występuje w południowej, południowo-wschodniej i środkowej Europie oraz w Turcji i Gruzji. Występuje w górach: w Alpach, Pirenejach, górach Półwyspu Bałkańskiego i dawnej Jugosławii oraz w Karpatach.  W Polsce osiąga północną granicę zasięgu i występuje tylko w Sudetach i Karpatach. Nie należy tutaj do gatunków rzadkich i nie jest ujęty w Czerwonej księdze Karpat polskich.

## Morfologia

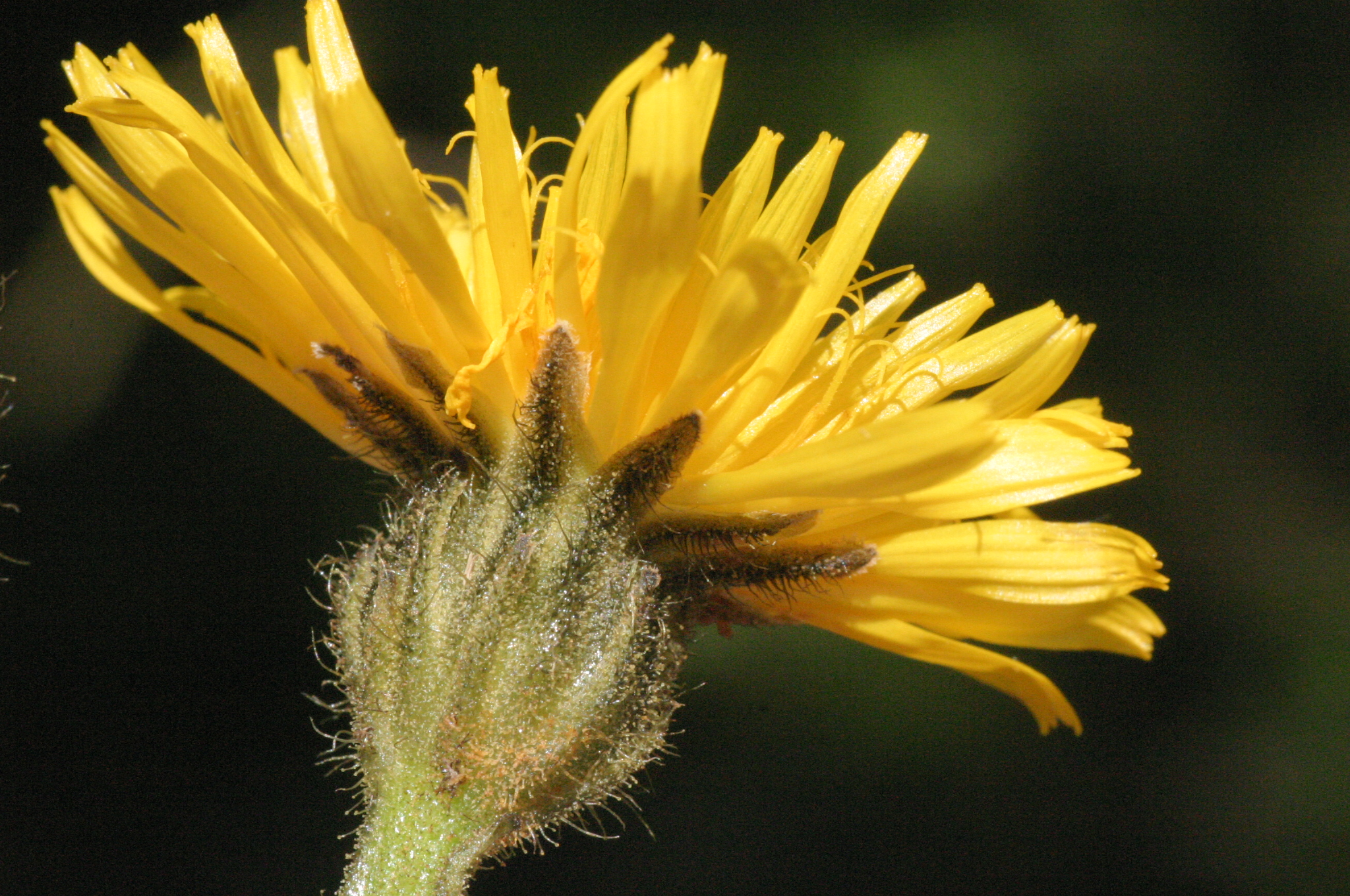
Kwiatostan

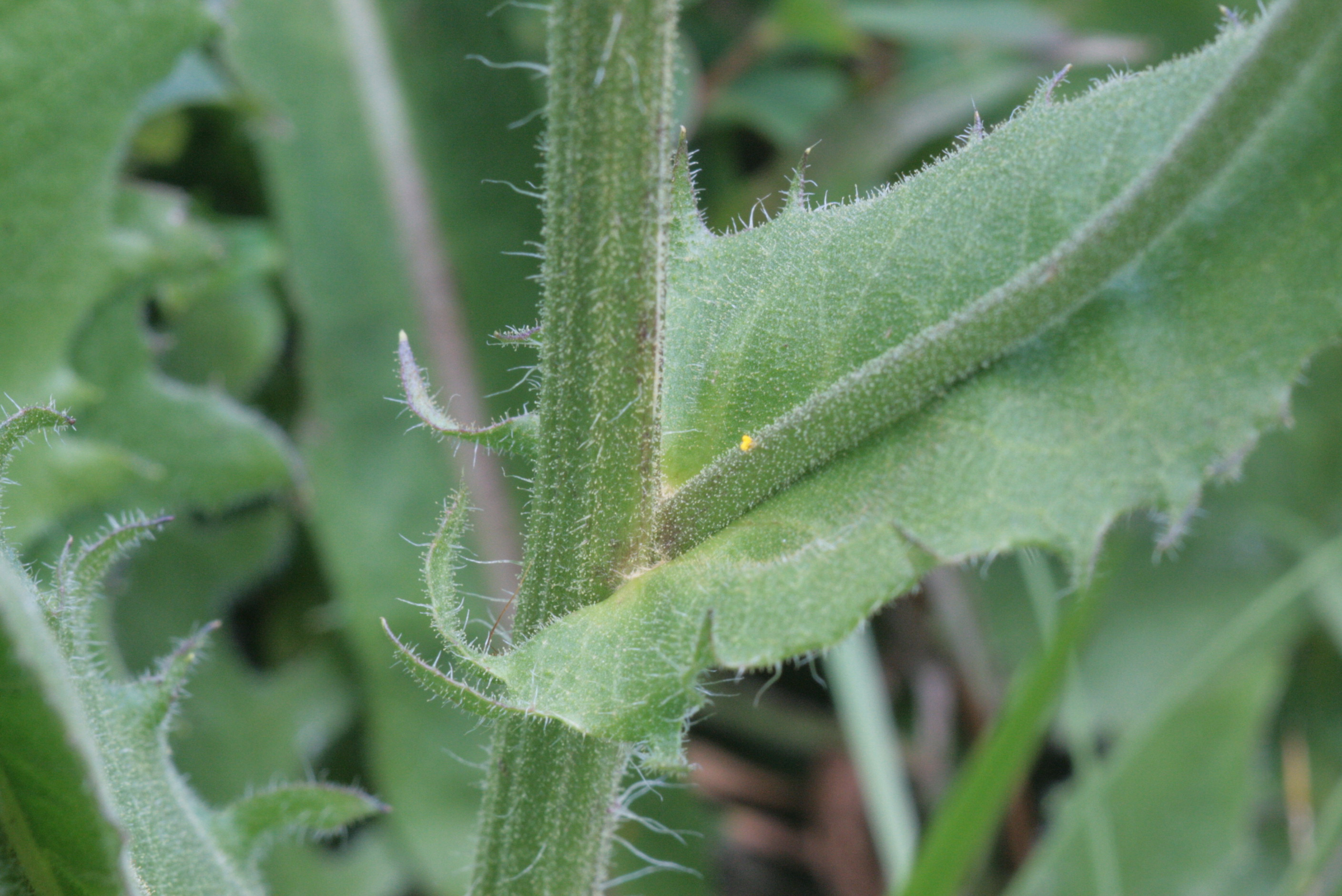
Nasada liścia łodygowego

ŁodygaWzniesiona, rozgałęziona, o wysokości 20–60 cm. Pod ziemią krótkie i kolczaste kłącze.
LiścieDolne mają podłużnie lancetowaty kształt, a ich nasady zwężają się w szeroki ogonek, liście środkowe obejmują łodygę szeroką nasadą. Wszystkie są miękko i gruczołowato owłosione.
KwiatyWszystkie są języczkowate, zebrane w 2–5, wyjątkowo do 8 koszyczków o odstających listkach okrywy. Kwiaty żółte, zaopatrzone w śnieżnobiały i giętki puch kielichowy.
OwocNiełupki z 20 żeberkami, górą zwężające się i bez dzióbka (lub z bardzo krótkim dzióbkiem).

## Biologia i ekologia
Bylina, hemikryptofit. Kwitnie od czerwca do sierpnia, jest owadopylna. Nasiona rozsiewane są przez wiatr. Siedlisko: górskie łąki i polany, rumowiska skalne, zarośla. Rośnie na wilgotnym, bezwapiennym i żyznym podłożu. Występuje głównie w piętrze kosodrzewiny, rzadziej w piętrze halnym. W klasyfikacji zbiorowisk roślinnych gatunek charakterystyczny dla związku (All.) Calamagrostion i zespołu (Ass.) Crepido-Calamagrostietum villosae. Liczba chromosomów 2n = 8 3, 4, 6.